# Лобсанг Ньяндак
Лобсанг Ньяндак Заюл (англ. Lobsang Nyandak Zayul, род. 1965, Калимпонг, Индия). Является политиком Тибетского правительства в изгнании, служил министром финансов, министром здравоохранения и министром иностранных дел. В настоящее время служит представителем Далай-ламы XIV в Америке, и президентом Фонда Тибета..

### Баллотирование на пост премьер-министра

#### 2011
Лобсанг Ньяндак первоначально был кандидатом на выборах премьер-министра правительствa Тибета в изгнании в 2011 году. Oпрос, проведенный Shambala Post, показал, что он был вторым по популярности после Лобсанга Сангая.

#### 2021
2 марта 2020 года Лобсанг Ньяндак публично объявил о своей кандидатуре на выборах 2021 года премьер-министром Тибета Сикьёнг (англ. Sikyong).
В своей программе он заявляет, что уверен в восстановлении контактов с правительством Китая для решения тибетской проблемы, и стремится превратить Тибет в зону мира, как это было предусмотрено 14-м Далай-ламой.